# Hyperolius cinereus
Hyperolius cinereus är en groddjursart som beskrevs av Albert Monard 1937. Hyperolius cinereus ingår i släktet Hyperolius och familjen gräsgrodor. IUCN kategoriserar arten globalt som otillräckligt studerad. Inga underarter finns listade i Catalogue of Life.